# Ubuntu (álbum de Piso 21)
Ubuntu es el segundo álbum de estudio del grupo musical de urban pop colombiano Piso 21.
El álbum se caracteriza por la consolidación del grupo con base en su nuevo estilo urbano, aunque conservando su esencia romántica como lo fue en su primer álbum. Hay una fusión con otros ritmos como el trap y el uso de música africana, folclórica y urbana como variedad.
De este álbum, se desprenden ocho sencillos con videoclips: «Me llamas», «Besándote», «Déjala que vuelva», «Tú heroe», «Adrenalina», «Te amo», «La vida sin ti», y «Puntos suspensivos». En este álbum, están incluidas las participaciones de Manuel Turizo, Paulo Londra, Maikel Delacalle, Fonseca, Zion & Lennox Marawder y Xantos.

## Lista de canciones
| N.º | Título                                    | Duración |  |
| 1.  | «La vida sin ti»                          | 3:14     |  |
| 2.  | «Te amo» (con Paulo Londra)               | 3:21     |  |
| 3.  | «Besándote»                               | 3:01     |  |
| 4.  | «Adrenalina» (con Maikel Delacalle)       | 3:21     |  |
| 5.  | «Frenesí» (con Zion & Lennox)             | 3:33     |  |
| 6.  | «Cada noche»                              | 3:38     |  |
| 7.  | «Tiempo»                                  | 3:24     |  |
| 8.  | «Déjala que vuelva» (con Manuel Turizo)   | 3:40     |  |
| 9.  | «Así no se hace»                          | 2:47     |  |
| 10. | «Puntos suspensivos»                      | 3:06     |  |
| 11. | «Tu héroe»                                | 3:15     |  |
| 12. | «Versos de Neruda» (con Fonseca y Xantos) | 3:49     |  |
| 13. | «Me llamas»                               | 3:08     |  |

## Listas musicales
| País/continente (Charts) (2018)   | Mejor posición |
| --------------------------------- | -------------- |
| Estados Unidos (Top Latin Albums) | 13             |
| Estados Unidos (Latin Pop Albums) | 5              |